# Anadiplose
Die Anadiplose (altgriechisch ἀναδίπλωσις anadíplōsis, deutsch ‚Wiederholung‘, ‚Verdoppelung‘) oder reduplicatio (lateinisch) ist eine rhetorische Figur aus der Gruppe der Wortwiederholungen und bezeichnet die Wiederholung des letzten Wortes bzw. der letzten Wortgruppe eines Satzes (oder Verses) am Anfang des folgenden Verses oder Satzes.
Beispiele:

„Ha! Wie will ich dann dich höhnen! 
Höhnen? Gott bewahre mich!“

„Mit dem Schiffe spielen Wind und Wellen, 
Wind und Wellen nicht mit seinem Herzen.“

## Ähnliche Figuren
Andere rhetorische Figuren mit Wortwiederholung sind Anapher, Epanadiplose, Epanalepse, Epanastrophe, Epipher, Epiploke, Geminatio, Kyklos, Symploke und Variatio.